# Грандвју (Охајо)
Грандвју (енгл. Grandview) насељено је место без административног статуса у америчкој савезној држави Охајо.

## Демографија
По попису из 2010. године број становника је 1.466, што је 75 (5,4%) становника више него 2000. године.
| Група             | 2000.         | 2010.         |
| Белци             | 1.368 (98,3%) | 1.434 (97,8%) |
| Афроамериканци    | 1 (0,1%)      | 7 (0,5%)      |
| Азијати           | 4 (0,3%)      | 3 (0,2%)      |
| Хиспаноамериканци | 3 (0,2%)      | 2 (0,1%)      |
| Укупно            | 1.391         | 1.466         |